# Reduto de São Pedro da Praia do Boldró de Fernando de Noronha
O Reduto de São Pedro da Praia do Boldró de Fernando de Noronha, também referido como Fortim Boldró, localizava-se na ilha de Fernando de Noronha, no arquipélago de mesmo nome, no estado de Pernambuco, no Brasil.
Em posição dominante sobre a praia do Boldró, a nordeste, e a praia da Quixaba, a sudoeste, integrava a defesa do setor noroeste da ilha.

## História
Do mesmo modo que Reduto de São João Batista de Fernando de Noronha com o qual cruzava fogos na defesa da praia da Quixaba, foi erguido com planta no formato de um polígono trapezoidal com três baterias, acessado por um revelim com ponte levadiça (GARRIDO, 1940:57), presumivelmente na mesma época (c. 1757), guarnecido e artilhado, também presumivelmente, de forma semelhante.
Esta estrutura não consta do mapa inglês da ilha de Fernando de Noronha (Londres, 1793. apud SECCHIN, 1991:10-11), baseado em dados franceses de 1760.
Durante o Segundo Reinado (1840-1889), no contexto da Questão Christie (1862-1865), foi reconstruído e reartilhado em 1864. Encontrava-se abandonado e em ruínas por volta de 1900 (GARRIDO, 1940:57).
No final do século XX foi realizado um levantamento arquitetônico das ruínas, com planta baixa e cortes, dentro do escopo do projeto "Atlas Arqueológico de Fernando de Noronha" (1999).